# マノン・フィオロ
マノン・フィオロ（Manon Fiorot、1990年2月17日 - ）は、フランスの女性総合格闘家。アルプ＝マリティーム県ニース出身。ボクシング・スクワッド所属。UFC世界女子フライ級ランキング2位。UFC女子パウンド・フォー・パウンド・ランキング4位。

## 来歴
7歳から空手を始める。スポーツ研究の寄宿学校に入学後はスノーボードに打ち込み、スノーボードのフランス国内王者となった。18歳の時に空手を再開し、黒帯を取得。フランスの代表チームに選出され、空手の世界選手権に出場することが決定したが、直後に深刻な怪我を負い欠場となった。その後、キックボクシングとムエタイを始め、いくつかの全国大会で優勝した。アマチュアムエタイの戦績は12戦12勝の無敗。

### 総合格闘技
2017年、アマチュア総合格闘技の欧州選手権に出場し、準優勝となる。数カ月後、世界選手権に出場し優勝を果たした。
2018年6月16日、プロ総合格闘技デビュー。ローカル団体で6戦5勝の戦績を残す。

### UFC
2021年1月20日、UFC初出場となったUFC on ESPN: Chiesa vs. Magnyでビクトリア・レオナルドと対戦し、右ハイキックから追撃のスタンドパンチ連打で2RTKO勝ち。
2022年3月26日、UFC on ESPN: Blaydes vs. Daukausで女子フライ級ランキング4位のジェニファー・マイアと対戦し、3-0の判定勝ち。
2022年10月22日、UFC 280で女子フライ級ランキング1位のケイトリン・チュケイギアンと対戦し、3-0の判定勝ち。この試合はチュケイギアンの体重超過により、127.5ポンド契約で行われた。
2023年9月2日、UFC Fight Night: Gane vs. Spivakで元UFC世界女子ストロー級王者ローズ・ナマユナスと対戦し、3-0の判定勝ち。
2024年3月30日、UFC on ESPN: Blanchfield vs. Fiorotで女子フライ級ランキング2位のエリン・ブランチフィールドと対戦し、3-0の5R判定勝ち。

## 戦績
| 総合格闘技 戦績 | 総合格闘技 戦績 | 総合格闘技 戦績 | 総合格闘技 戦績 | 総合格闘技 戦績 | 総合格闘技 戦績 | 総合格闘技 戦績 |
| --------------- | --------------- | --------------- | --------------- | --------------- | --------------- | --------------- |
| 14 試合         | (T)KO           | 一本            | 判定            | その他          | 引き分け        | 無効試合        |
| 12 勝           | 6               | 0               | 6               | 0               | 0               | 0               |
| 2 敗            | 0               | 0               | 2               | 0               | 0               | 0               |

| 勝敗 | 対戦相手                         | 試合結果                          | 大会名                                                                      | 開催年月日     |
|      | ジャスミン・ジャスダビシアス     |                                   | UFC Fight Night: de Ridder vs. Hernandez                                    | 2025年10月18日 |
| ×    | ヴァレンティーナ・シェフチェンコ | 5分5R終了 判定0-3                 | UFC 315: Muhammad vs. Della Maddalena 【UFC世界女子フライ級タイトルマッチ】 | 2025年5月10日  |
| ○    | エリン・ブランチフィールド       | 5分5R終了 判定3-0                 | UFC on ESPN 54: Blanchfield vs. Fiorot                                      | 2024年3月30日  |
| ○    | ローズ・ナマユナス               | 5分3R終了 判定3-0                 | UFC Fight Night: Gane vs. Spivak                                            | 2023年9月2日   |
| ○    | ケイトリン・チュケイギアン       | 5分3R終了 判定3-0                 | UFC 280: Oliveira vs. Makhachev                                             | 2022年10月22日 |
| ○    | ジェニファー・マイア             | 5分3R終了 判定3-0                 | UFC on ESPN 33: Blaydes vs. Daukaus                                         | 2022年3月26日  |
| ○    | マイラ・ブエノ・シウバ           | 5分3R終了 判定3-0                 | UFC Fight Night: Ladd vs. Dumont                                            | 2021年10月16日 |
| ○    | タバサ・リッチ                   | 2R 3:00 TKO（スタンドパンチ連打） | UFC Fight Night: Rozenstruik vs. Sakai                                      | 2021年6月5日   |
| ○    | ビクトリア・レオナルド           | 2R 4:08 TKO（スタンドパンチ連打） | UFC on ESPN 20: Chiesa vs. Magny                                            | 2021年1月20日  |
| ○    | ガブリエラ・カンポ               | 1R 4:48 TKO（パンチ連打）         | UAE Warriors 14 【UAEW女子フライ級タイトルマッチ】                          | 2020年11月27日 |
| ○    | ナオミ・タタログル               | 2R 3:00 TKO（パンチ連打）         | UAE Warriors 13                                                             | 2020年9月25日  |
| ○    | コリンヌ・ラフランボワーズ       | 3R 1:52 TKO（パウンド）           | UAE Warriors 12                                                             | 2020年7月31日  |
| ○    | アマンダ・リノ                   | 5分5R終了 判定3-0                 | EFC 83 【EFC世界女子フライ級タイトルマッチ】                                | 2019年12月14日 |
| ○    | メロニー・ヘウヘス               | 3R 4:17 TKO（パンチ連打）         | EFC 80                                                                      | 2019年6月29日  |
| ×    | リア・マッコート                 | 5分3R終了 判定1-2                 | Cage Warriors 94                                                            | 2018年6月16日  |

## 獲得タイトル
- 第2代EFC世界女子フライ級王座（2019年）
- UAEW女性フライ級王座（2020年）